# إيج ستين
إيج ستين (بالنرويجية البوكمول: Åge Steen)‏ هو لاعب كرة قدم نرويجي، ولد في 11 فبراير 1960. لعب مع Kongsvinger IL Toppfotball ‏.

## وصلات خارجية
- إيج ستين على موقع الاتحاد الدولي (مؤرشف)  (الإنجليزية)
- إيج ستين على موقع Soccerway.com (الإنجليزية)
- إيج ستين على موقع عالم كرة القدم.نت (الإنجليزية)